# Batalla de Lugariz
La batalla de Lugariz fou una de les batalles de la primera guerra carlina.

## Antecedents
La rebel·lió va esclatar després de la convocatòria de les Corts el 20 de juny de 1833 quan el pretendent dom Carles, refugiat a Portugal es va negar a jurar lleialtat a Maria Cristina de Borbó-Dues Sicílies i l'1 d'octubre, recolzat per Miquel I de Portugal va reclamar el seu dret al tron. La revolta no va tenir el suport de l'exèrcit i la guerra començà el 6 d'octubre quan el general Santos Ladron de Cegama va prendre Logronyo, passant a Navarra per unir-se amb els revoltats, sent capturat a la batalla de Los Arcos i afusellat als pocs dies. A Catalunya, la rebel·lió de Josep Galceran a Prats de Lluçanès el 5 d'octubre va ser sufocada pel capità general Llauder.
La presència carlina quedà afeblida amb la campanya del liberal Pedro Sarsfield i Tomás de Zumalacárregui va assumir la direcció dels contingents navarresos el 15 de novembre, i dels bascos tres setmanes després, reactivant la rebel·lió al nord, organitzant l'exèrcit carlí, va capturar la Real Fábrica de Armas de Orbaiceta, provocant la substitució del general Valdés per Vicente Genaro de Quesada, qui va començar les represalies.
L'exèrcit liberal de José Ramón Rodil va tractar de destruir l'exèrcit de Zumalacárregui i arrestar Carles Maria Isidre de Borbó però després d'una desastrosa campanya es va veure obligat a renunciar al comandament per Manuel Lorenzo. Les tropes isabelines de Navarra no van ser capaces de contenir l'exèrcit de Zumalacárregui, que va capturar un comboi d'armes que anava de Burgos a Logronyo pel camí real, però sense poder destruir l'exèrcit liberal, la temptativa sobre Madrid quedà avortada i Jerónimo Valdés es va decidir a atacar Tomás de Zumalacárregui al seu reducte de la vall d'Amescoas amb 21.000 homes, la major mobilització de tropes cristines des de l'inici del conflicte.
Edward Granville Eliot va arribar el 25 d'abril a la vall de La Berrueza on s'havia retirat Tomás de Zumalacárregui des d'Amescoas i va aconseguir que els dos bàndols signessin el Conveni d'Eliot.
Després del desastre d'Artaza, Jerónimo Valdés es va retirar a la riba sud de l'Ebre, ordenant l'evacuació de les guarnicions isabelines entre Logronyo, Vitoria i Pamplona i la frontera francesa, obrint el camí a Zumalacárregui per conquerir el País Basc, ocupant Guipúscoa en poques setmanes tret de Sant Sebastià i Hondarribia, aconseguint nombroses peces d'artilleria. Després de la mort de Zumalacárregui es nomenà nou comandant a Francisco Benito Eraso i després a Vicente Moreno González, que en octubre del mateix any rellevat per Nazario Egia. Amb el frustrat Setge de Bilbao els carlins van moure el comandament a Estella. Vicente Moreno en octubre del mateix any fou rellevat per Nazario Egia.
Luis Fernández de Córdova va decidir-se a recuperar els territoris ocupats durant la primavera per Zumalacárregui i les comunicacions entre Vitòria i Pamplona i Vitòria i Sant Sebastià, però no van ser capaços de foragitar els carlins del coll d'Arlaban, i els carlins van assetjar Sant Sebastià a finals de 1835 al comandant de José Miguel de Sagastibeltza, qui volia atacar i prendre la ciutat, però cap militar carlí Nazario Egia desitjava mantenir el setge sense atacs. Els donostiarres van sol·licitar ajuda a Luis Fernández de Córdoba, qui els va enviar a la Legió Auxiliar Britànica de George de Lacy Evans, i Sagastibeltza va demanar més homes a Egia però necessitava les tropes i no va enviar reforços.

## Batalla
El 5 de maig, 4.500 britànics i 1.500 liberals sota el comandament del general George de Lacy Evans van atacar les posicions carlines, que van retrocedir fins Lugaritz, Munto i Puyo, mentre a Aiete van frenar l'atac britànic amb tres canons. A Lugaritz van haver de suportar un dur atac liberal amb baioneta, patint moltes baixes, havent de retirar-se. Els sloop de guerra HMS Salamander i HMS Phoenix de la Royal Navy van disparar els seus canons contra les posicions carlines, incendiant el mas de Lugaritz, i en els combats el general Sagastibeltza va rebre un tret al cap durant una càrrega amb baioneta i va morir a l'instant. Reforçats pels 1.300 soldats que van arribar en vaixell, els britànics van tornar a carregar, obligant als carlins a retirar-se fins a Oriamendi.

## Conseqüències
El bloqueig de Sant Sebastian va continuar tot i guanyar la batalla de Lugariz, i els liberals únicament van aconseguir ampliar lleugerament el cercle del setge. Al març de l'any següent es va produir la batalla d'Oriamendi i dos mesos després, aprofitant l'Expedició Reial, els donostiarres van aconseguir trencar el bloqueig després de prendre Hernani.